# Charles Bernardy
Charles-Alexandre Bernard (Antwerpen, 17 mei 1724 – rue de Vaugirard, Parijs, 15 juni 1807), ook bekend als Charles Bernardy, was een Belgische danser, choreograaf en balletmeester.
Bernardy reisde veertig jaar lang doorheen de Zuidelijke Nederlanden, Nederland, het Prinsbisdom Luik en Frankrijk. Van oktober 1752 tot palmzondag 1753 leidden Bernardy en zijn vrouw het Gentse theater, waar de laatstgenoemde het voorbije seizoen al danste in Willem V van Oranje-Nassau’s dansgroep. In mei 1753 bevond Willem V’s groep zich in Den Haag, maar Bernardy lijkt hen niet gevolgd te hebben naar deze stad. In 1755 was hij een van de hoofddansers van het Kärntnertortheater te Wenen, waar hij onder leiding van de choreograaf Franz Hilverding werkte. Bernardy bleef er gedurende verscheidene seizoen en ontmoette er dansers als Antoine Pitrot en de toekomstige choreograaf Gasparo Angiolini, die er in 1759 balletten organiseerde als Les Turcs and Les Perruquiers
Bernardy werd voor het seizoen 1763-1764 naar Brussel geroepen. Hij bracht er onder meer het ballet Rhœcus ou les Hamadryades op de planken van de Koninklijke Muntschouwburg. De première van het werk vond plaats op 29 mei 1763. Een maand later voerde hij er het werk Circé ou la Délivrance des compagnons d'Ulysse uit.
In 1764 en 1765 ging Bernardy aan de slag in Londen en leidde hij zijn dansgroep naar Amiens, Arras en Calais. Hij keerde terug naar Gent in de herfst van 1766. Van 1767 tot 1774 leidde hij het theater van Luik en daarna ook dat van Spa en Maastricht.
In 1775 stelde hij een kinderdansgroep samen, die optraden onder de naam Brabantsche Kinderen. Met hen reisde hij naar Antwerpen en Rotterdam. Van 1775 tot 1780 stonden de kinderen op de planken in Amiens, Cambrai, Straatsburg, Colmar, Parijs (in de théâtre des Petits Comédiens du Bois de Boulogne), Angers, Le Mans, Aix-en-Provence, Toulon, Dijon, Passy, Saint-Quentin, Antwerpen en Brussel.
Uiteindelijk settelde Bernardy in Luik, vanwaar hij theaters in Spa, Maastricht, Gent, Brugge en Oostende leidde. In 1793 gaf hij het leiderschap over deze instellingen op en verhuisde hij samen met zijn kleindochter mademoiselle Fleury, een actrice aan de Comédie-Française, naar Parijs.